# بیت دقو
بیت دقو (عربی: بيت دقّو) محلهٔ مسکونی در دولت فلسطین است.